# Psalmopoeus irminia
Psalmopoeus irminia é uma espécie de aranha pertencente à família Theraphosidae (tarântulas).

## Fotos

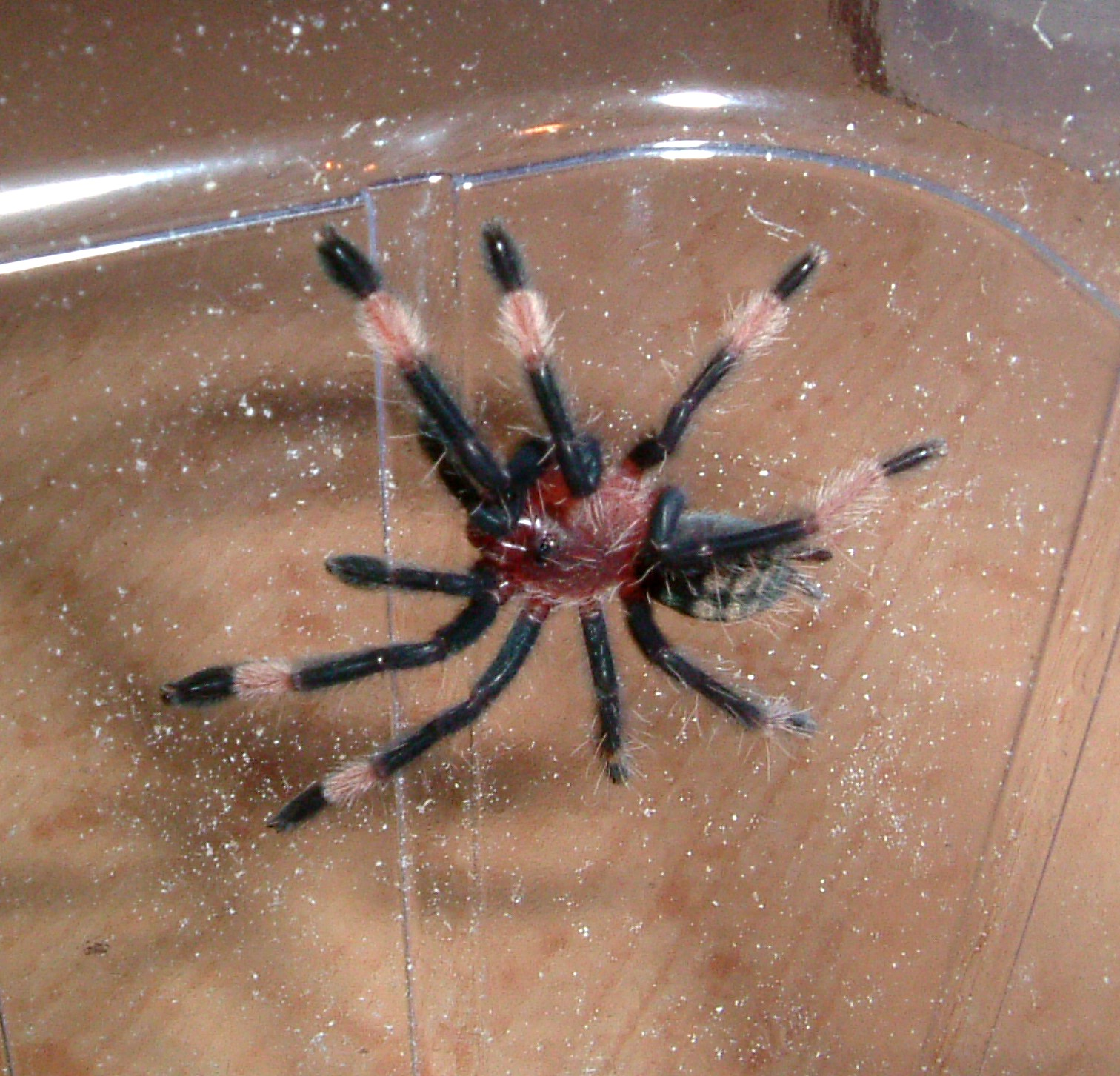
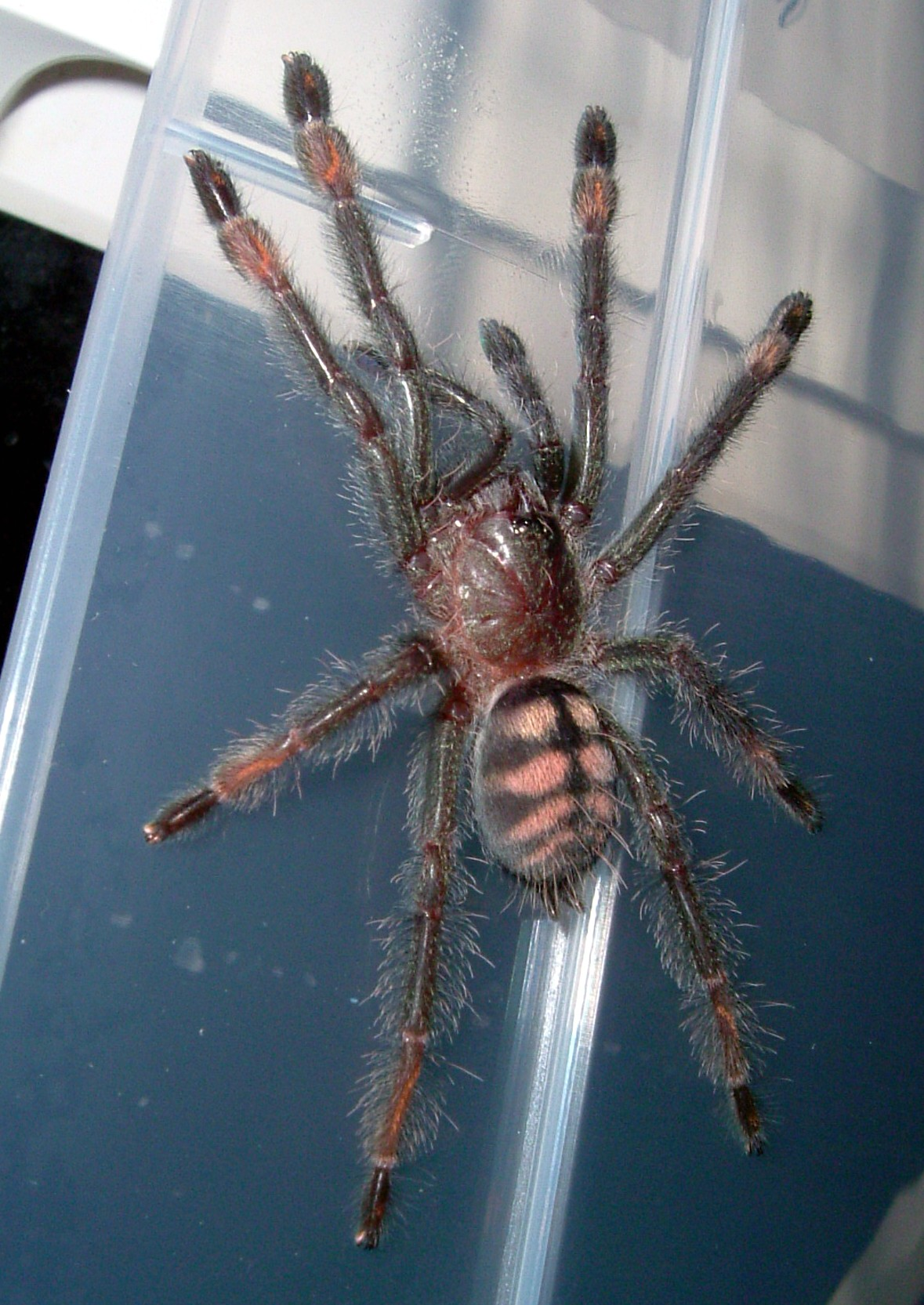
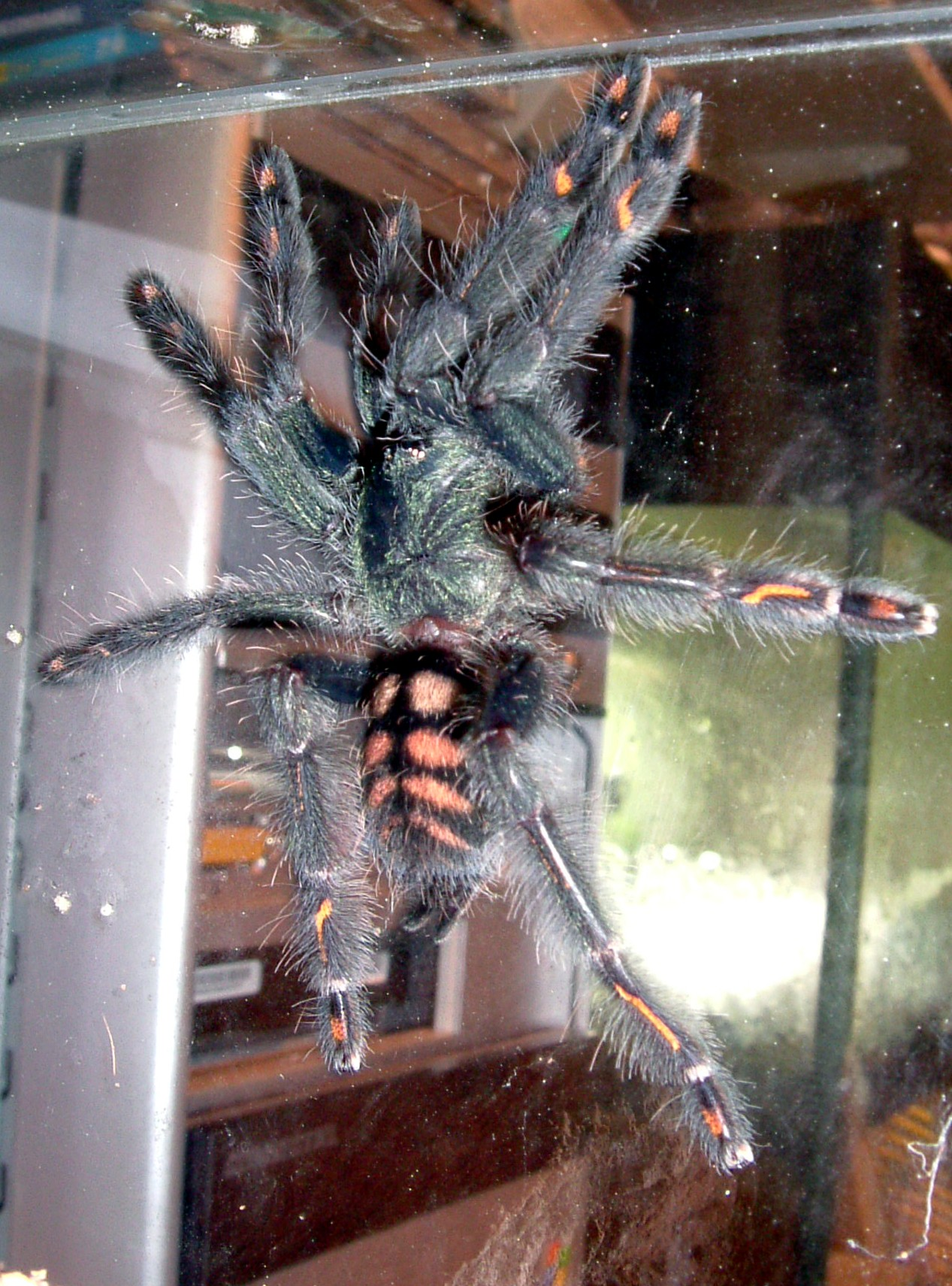
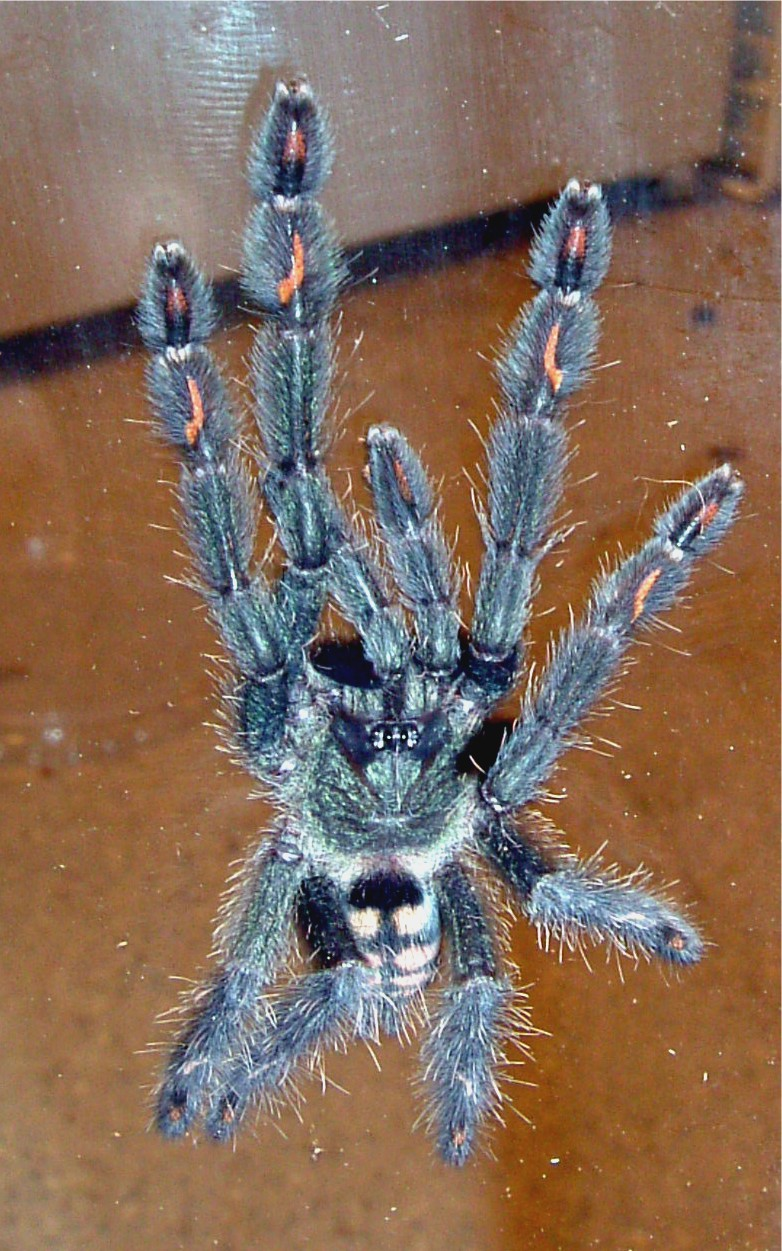
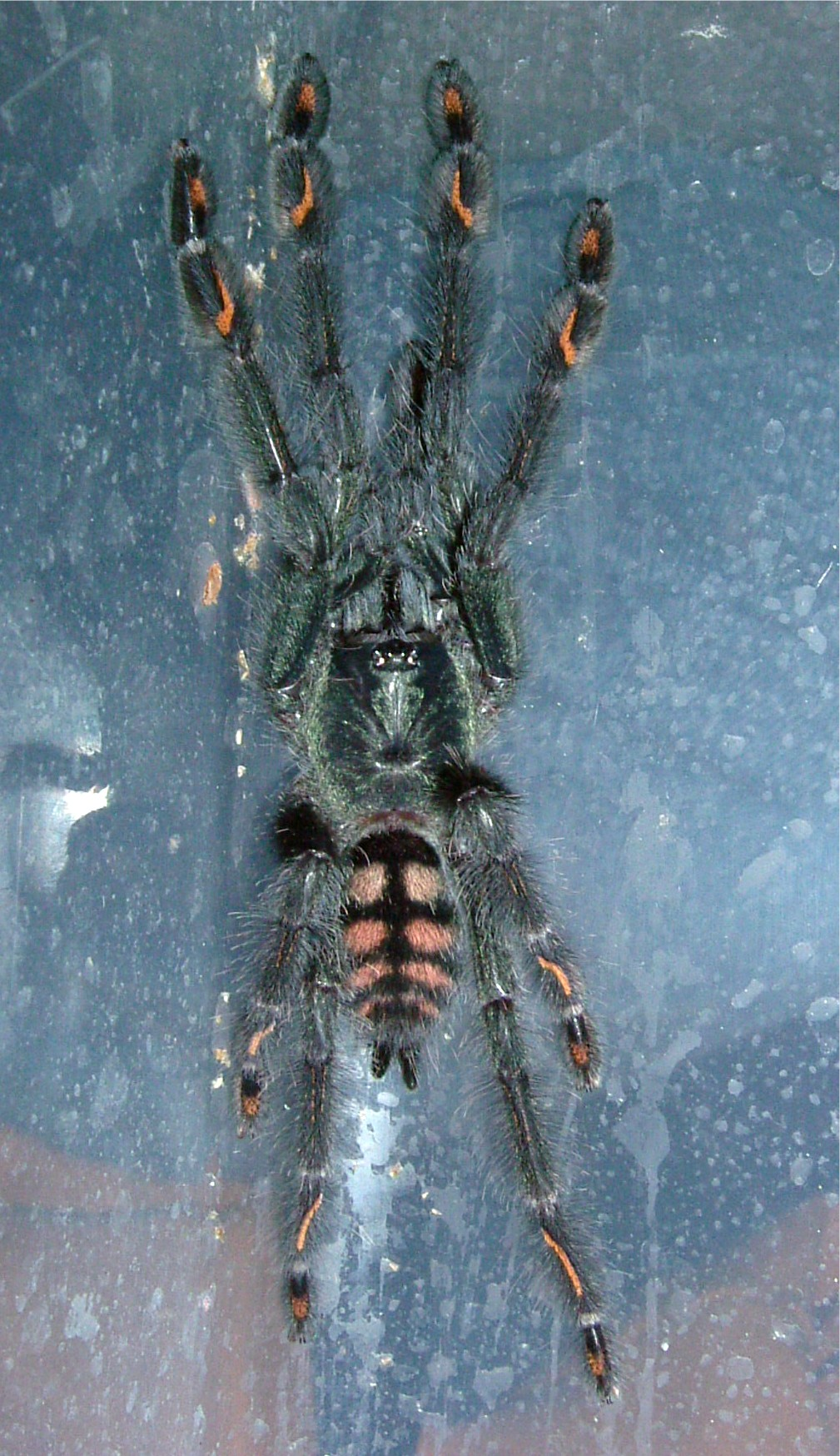